# Philopterus troglodyti
Philopterus troglodyti är en insektsart som beskrevs av Natalya M. Fedorenko 1986. Philopterus troglodyti ingår i släktet fjäderlingar, och familjen fjäderlöss. Arten är reproducerande i Sverige.